# 가와쓰라촌
가와쓰라촌(川行村)은 야마가타현 아쿠미군에 있던 촌이다.

## 연혁
- 1889년 4월 1일 - 정촌제 시행에 수반해 2촌이 합병해 가와쓰라촌이 성립하였다.
- 1922년 6월 1일- 이나다촌과 합병해, 이나가와촌이 되어 소멸하였다.

## 참고문헌
- 『市町村名変遷辞典』東京堂出版、1990年。